# Mont Rougemont
Mont Rougemont är ett berg i Kanada.   Det ligger i provinsen Québec, i den sydöstra delen av landet, 210 km öster om huvudstaden Ottawa. Toppen på Mont Rougemont är 390 meter över havet.
Terrängen runt Mont Rougemont är huvudsakligen platt, men den allra närmaste omgivningen är kuperad.Runt Mont Rougemont är det ganska tätbefolkat, med 104 invånare per kvadratkilometer.. Närmaste större samhälle är Saint-Hyacinthe, 18,7 km norr om Mont Rougemont.
Omgivningarna runt Mont Rougemont är en mosaik av jordbruksmark och naturlig växtlighet.